# Mürwik
Mürwik je jeden ze městských obvodů německého města Flensburgu, ležícího na severu země u hranic s Dánskem. Nachází se na východě města na břehu Baltského moře (vzdálené přibližně 2 km od dánského pobřeží), žije v něm přibližně 14 tisíc obyvatel.

## Historie
Toto místo vzniklo v 17. století. Budova námořní školy Marineschule Mürwik byla postavena v letech 1907-1910. Mürwik se stal součástí města Flensburg v roce 1910. Po Hitlerově sebevraždě 30. dubna 1945 převzal velkoadmirál Karl Dönitz úřad říšského prezidenta a nový kabinet (vláda Lutze Schwerina von Krosigka) zasedl poprvé 3. května právě v Mürwiku. Po kapitulaci Německa vláda ještě zhruba dva týdny existovala.

## Další členění
Městský obvod Mürwik se skládá ze 5 částí:
| - Stützpunkt Flensburg-Mürwik - Osbek - Wasserloos - Friedheim - Solitüde |

## Pamětihodnosti

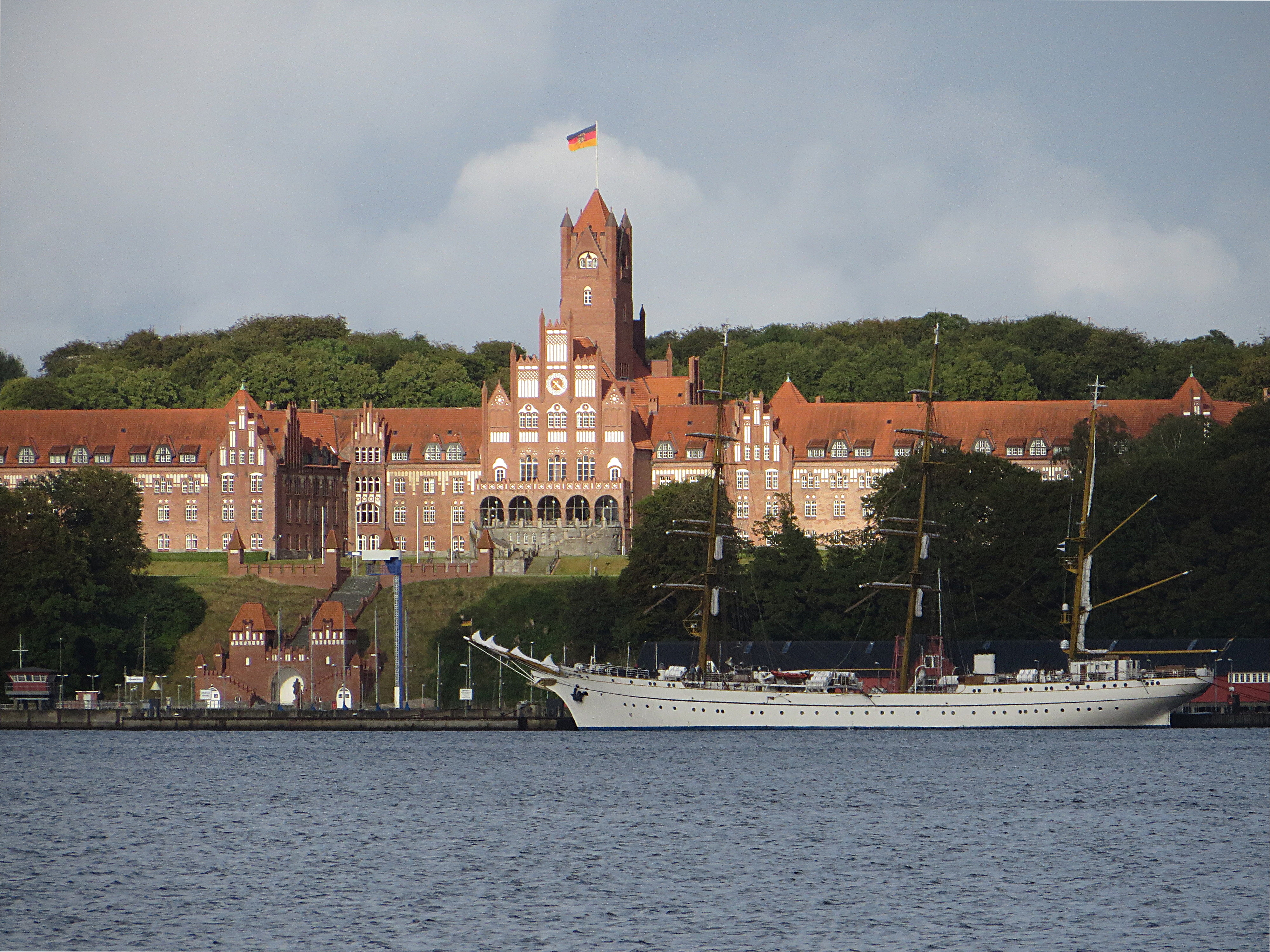
Námořnická škola Marineschule Mürwik
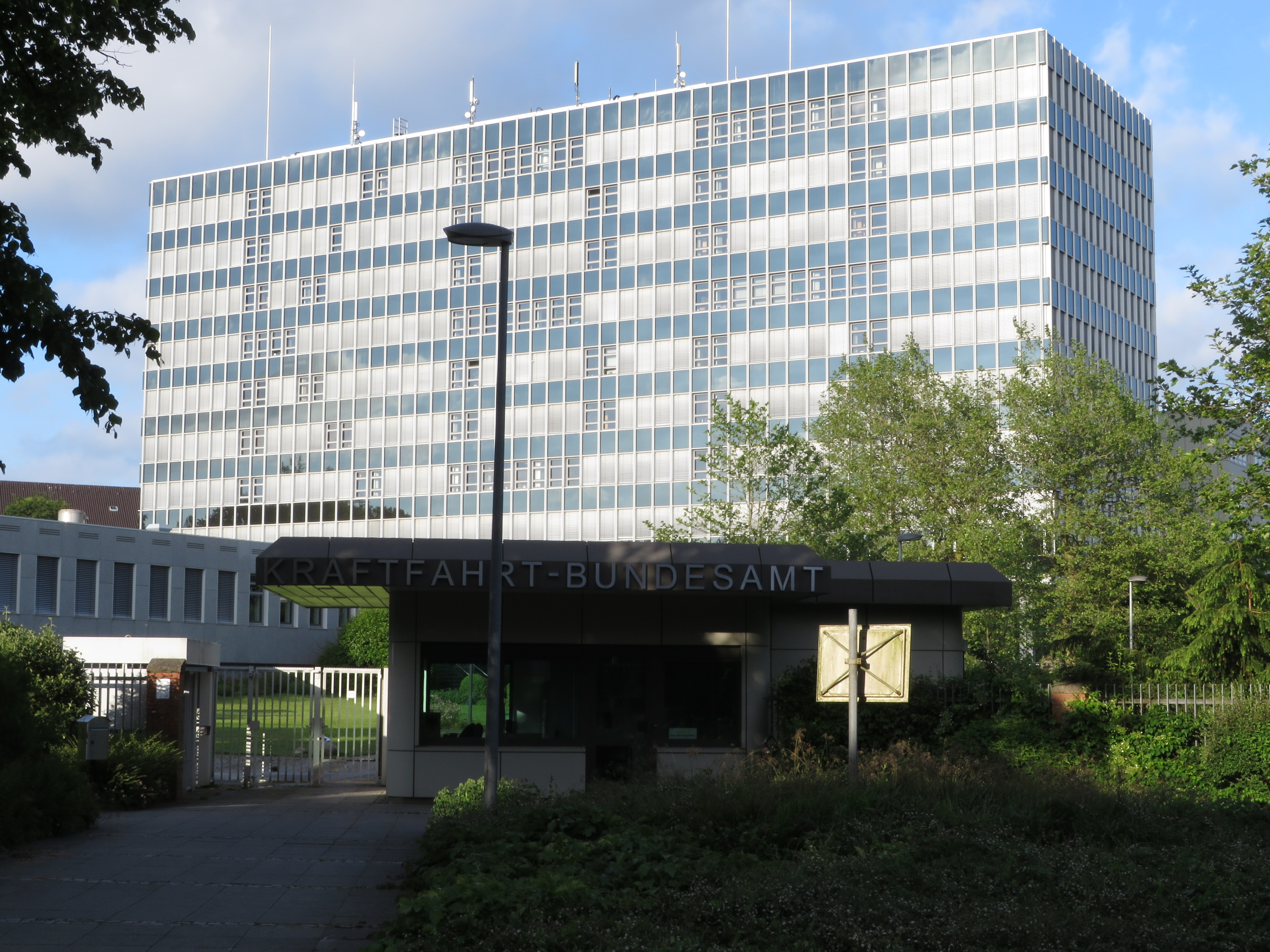
Federální úřad pro motorová vozidla (Kraftfahrt-Bundesamt)
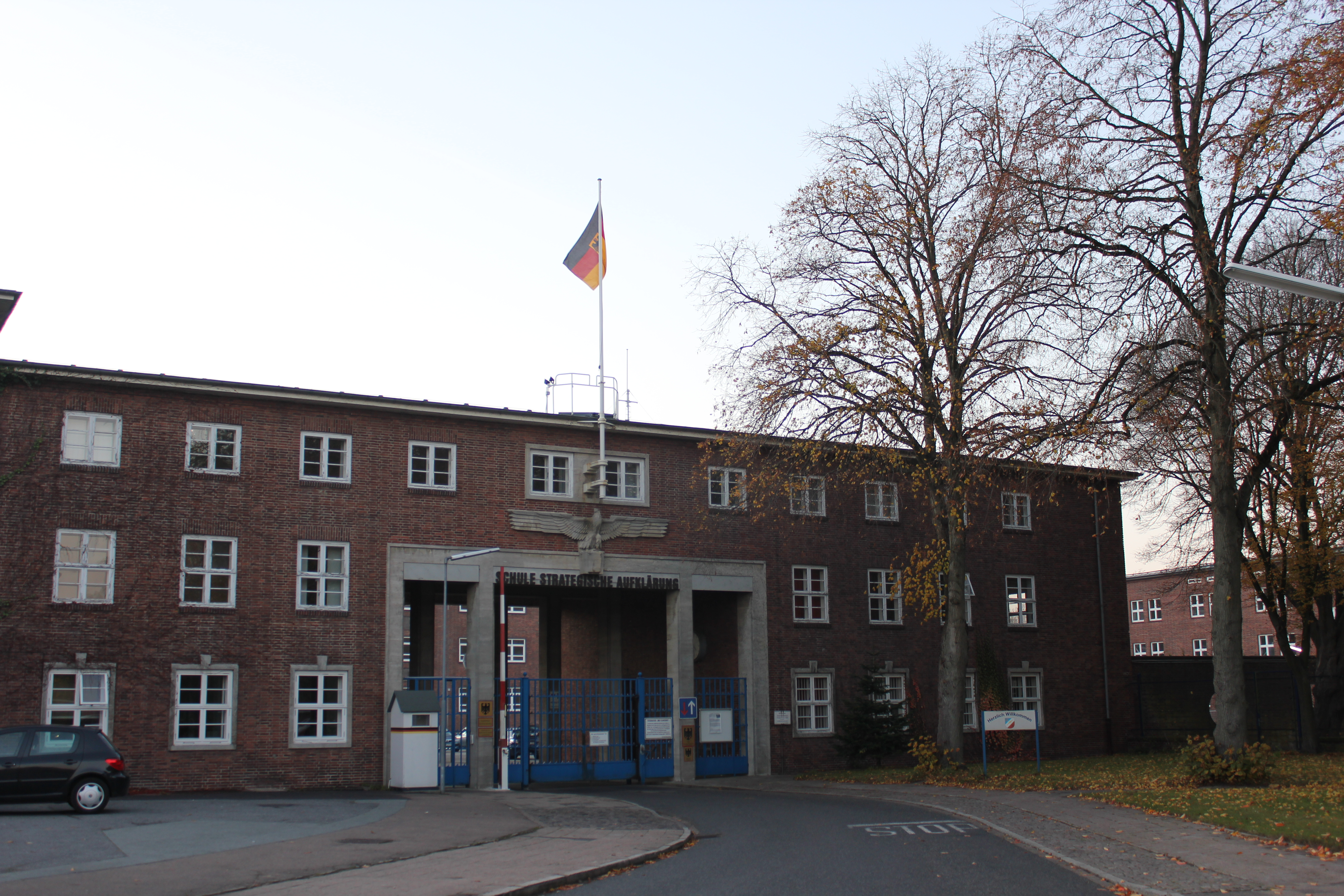
Škola pro Vojenská zpravodajská služba (Nachrichtenschule)
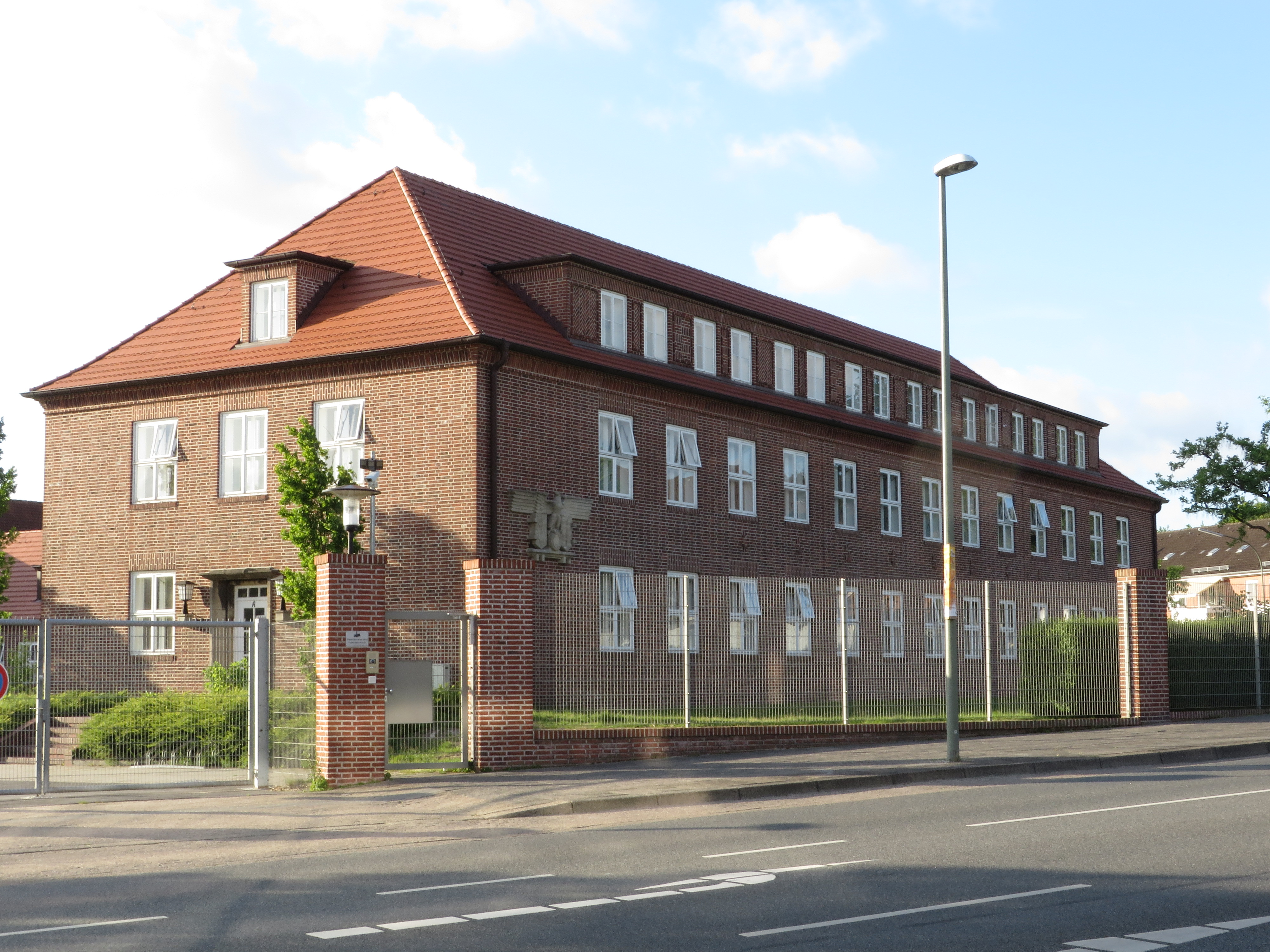
Sportovní škola (Marinesportschule)
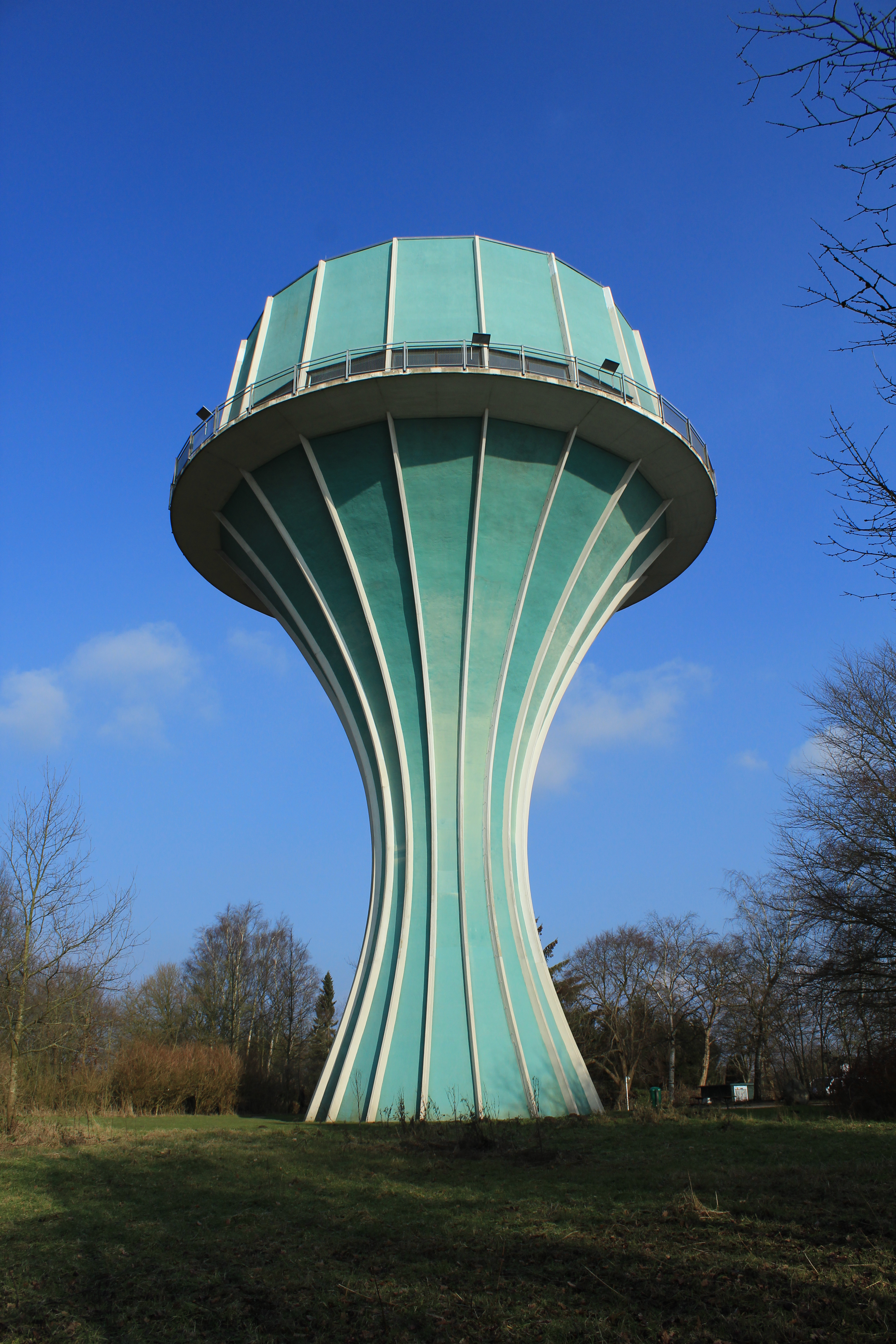
Vodárenská věž v Mürwik (Mürwiker Wasserturm)
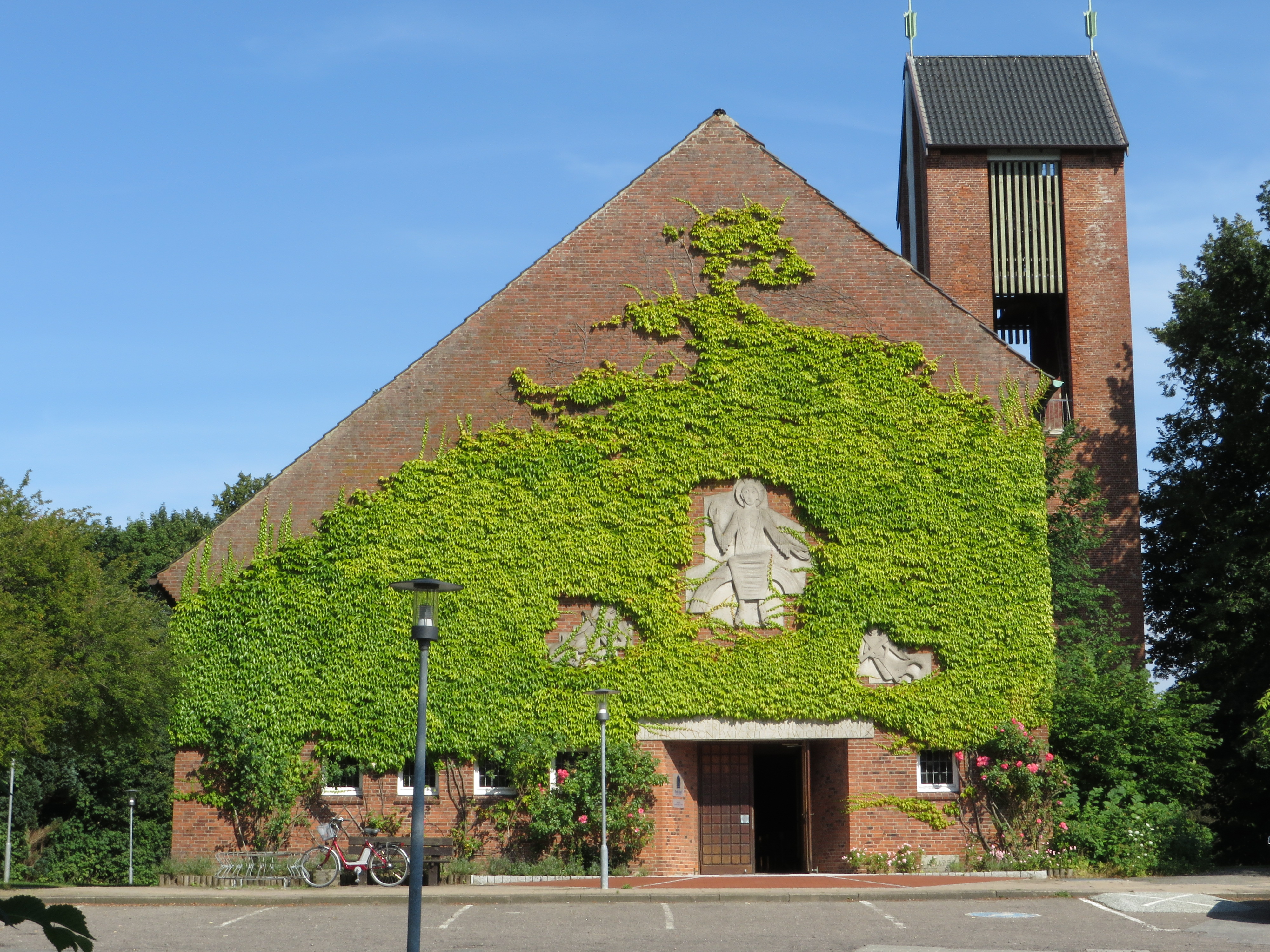
Kristův kostel (Christuskirche)
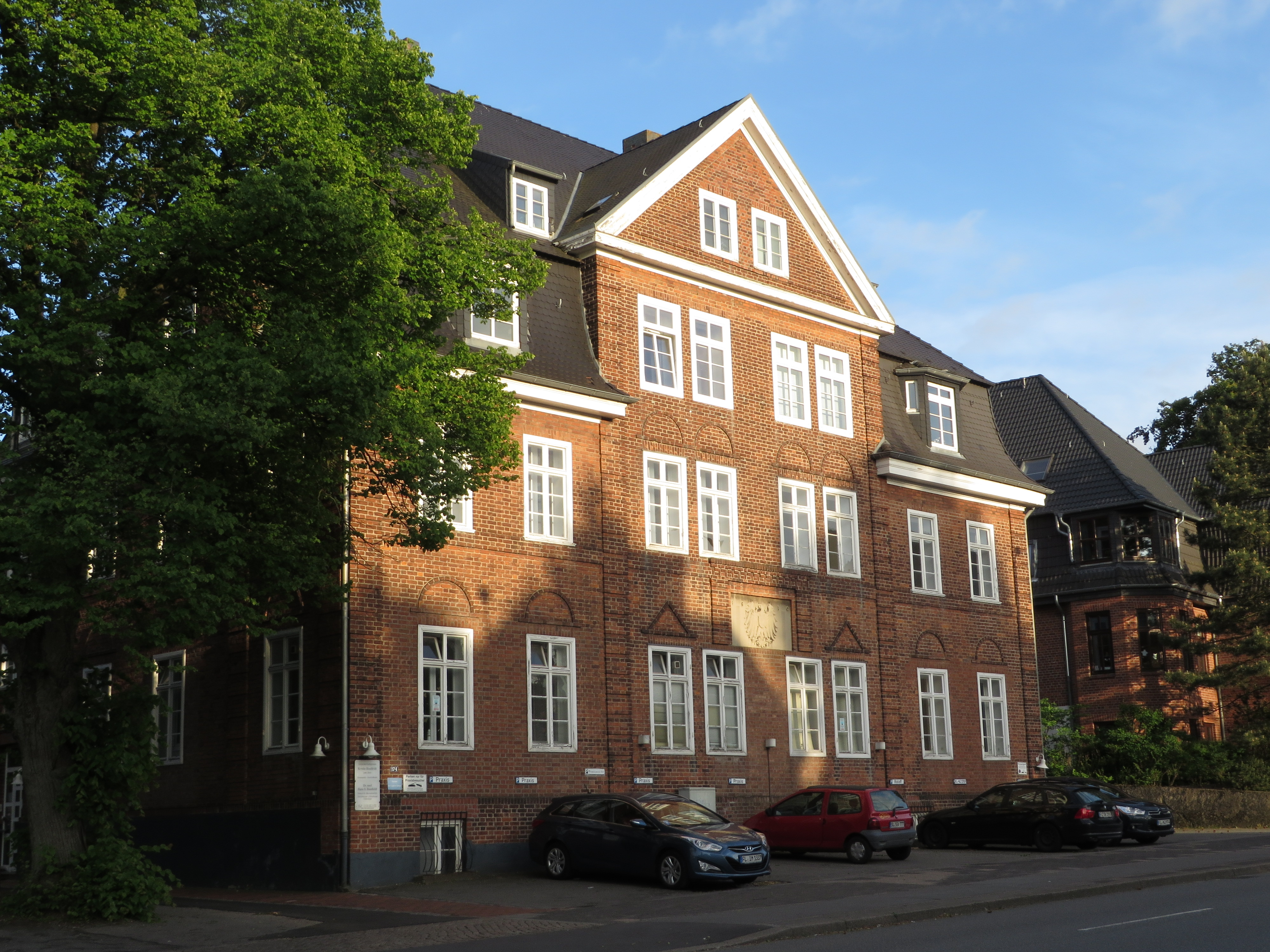
Císařská pošta (Kaiserliche Post)
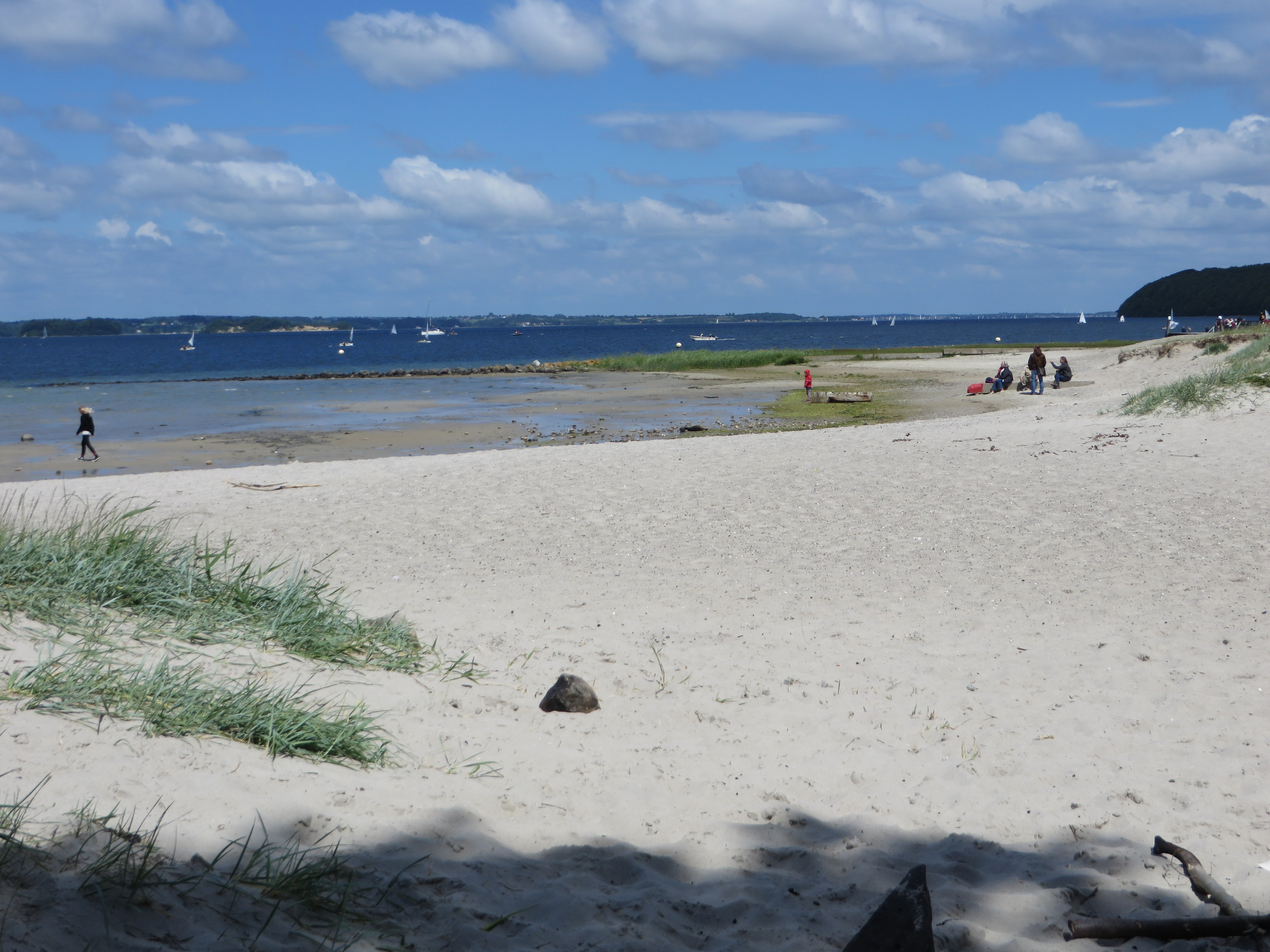
Pláž Solitüde (Solitüde Strand)